# Wiśniowiec
Wiśniowiec (ukr. Вишнівець) – osiedle typu miejskiego leżące w obwodzie tarnopolskim Ukrainy, w rejonie krzemienieckim, dawna siedziba magnaterii polskiej.

## Historia

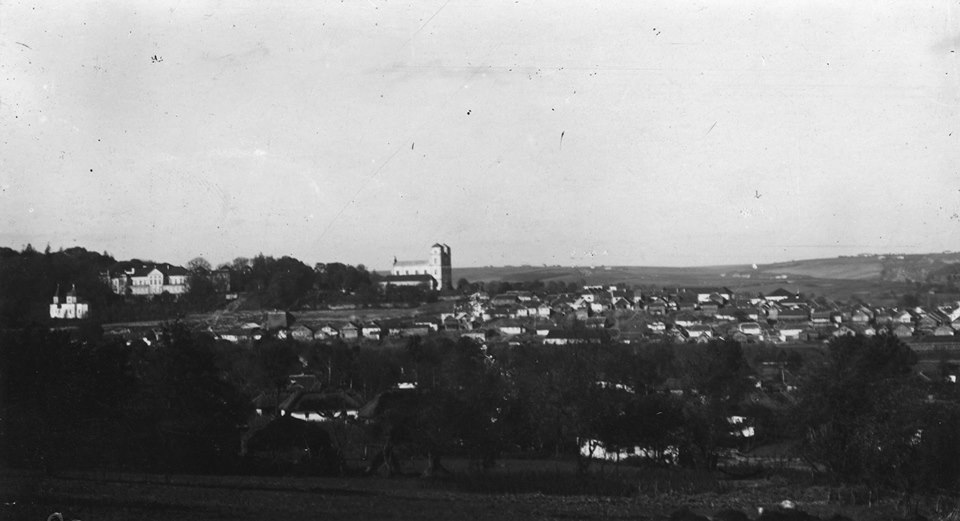
Kościół klasztorny w Wiśniowcu

Pierwsze wzmianki o osadzie pochodzą z roku 1395, ale pod nazwą Wiśniowiec miejscowość wymieniona została po raz pierwszy w połowie XV wieku. Wiśniowiec od początku swego istnienia aż do ostatniego rozbioru wchodził w skład Polski i był częścią województwa wołyńskiego.
28 kwietnia 1512 wojsko polsko-litewskie w bitwie pod Wiśniowcem zadało armii tatarskiej jedną z największych klęsk na ziemiach Rzeczypospolitej.
W 1645 roku z fundacji Jeremiego Korybuta Wiśniowieckiego rozpoczęto w Wiśniowcu budowę kościoła karmelitów bosych, w którym zgodnie z testamentem z 1651 roku miał być po śmierci pochowany fundator.
Podczas powstania Chmielnickiego jesienią 1655 roku miejscowi prawosławni wraz z Kozakami dokonali rzezi Polaków i zakonników z klasztoru karmelitów. Zamordowano wtedy z dużym okrucieństwem przełożonego klasztoru ojca Hilarego Herburta. W 1675 roku miasteczko i kościół zostały zniszczone przez Turków, a ludność wymordowana, w tym męczeńską śmiercią przełożony klasztoru ojciec Emanuel. W celu przyspieszenia odbudowy, w 1677 roku król Jan III Sobieski udzielił przywileju miastu zwalniającego je na 12 lat od podatków państwowych, poza cłami. W 1720 roku rozpoczęto budować nowy kościół karmelitów bosych pw. św. Michała Archanioła, który biskup łucki Franciszek Antoni Kobielski konsekrował 22 sierpnia 1740 roku.
Do roku 1744 miejscowość wchodziła w skład posiadłości Wiśniowieckich, a po śmierci hetmana wielkiego litewskiego Michała Serwacego Wiśniowieckiego przeszła w ręce rodu Mniszchów, a po nich w połowie XIX wieku Platerów.
W 1781 roku zamek, kościół i klasztor w Wiśniowcu zwiedził król Stanisław August Poniatowski.
Od 1795 do traktatu ryskiego w 1921 Wiśniowiec należał do państwa rosyjskiego, następnie do 1939 znów do Polski (województwo wołyńskie, powiat krzemieniecki). Miejscowość była siedzibą gminy Wiśniowiec.
W wyniku agresji radzieckiej 17 września 1939 roku miasto dostało się pod okupację ZSRR, w 1941–1944 było pod okupacją niemiecką.
W latach 1941–1942 Niemcy dokonali eksterminacji Żydów, którzy stanowili wówczas większość mieszkańców miasta. Największa egzekucja odbyła się w dniach 11–12 sierpnia 1942, gdy SD przy współudziale niemieckiej żandarmerii i ukraińskiej policji rozstrzelało 2669 osób. Mieszkająca w Wiśniowcu polska rodzina Barcikowskich ukrywała Żyda Adama Gajła, za co po wojnie Instytut Jad Waszem uhonorował tytułami Sprawiedliwych wśród Narodów Świata Helenę Barcikowską i jej synów Tadeusza i Józefa.
Podczas rzezi wołyńskiej w 1943 r. Wiśniowiec obsadzony załogą niemiecko-węgierską stanowił dla ludności polskiej z okolicznych wsi miejsce schronienia przed atakami Ukraińskiej Powstańczej Armii. Polacy chronili się głównie w klasztorze karmelitów bosych i w kościele. 21 lutego 1944 do klasztoru wtargnął oddział UPA i zamordował ok. 300 cywili, głównie kobiet i dzieci. W tym samym czasie w Wiśniowcu Starym zabito 138 Polaków.
W 1944 r. nastąpiła ponowna okupacja radziecka. W 1945 Wiśniowiec ostatecznie znalazł się w Ukraińskiej SRR.
W 1989 liczyło 4001 mieszkańców.
Od upadku ZSRR w roku 1991 miasto należy do Ukrainy.
W 2013 liczyło 3389 mieszkańców.
Do 2020 w rejonie zbaraskim.
Pomimo licznych działań wojennych prowadzonych na tych terenach w ciągu ostatnich 300 lat zachowały się w Wiśniowcu liczne zabytki, z których największym jest pałac Wiśniowieckich.

## Zabytki
- pałac Wiśniowieckich z 1720 r. przebudowany przez Mniszchów w XIX wieku. Pałac jest otoczony fortyfikacjami bastionowymi.

- park pałacowy o powierzchni 8 ha, obecnie park krajobrazowy objęty ochroną[2].
- cerkiew zamkowa Wniebowstąpienia Pańskiego (Wozniesieńska) z 1530 r. ufundowana przez Dymitra Wiśniowieckiego, przebudowana w stylu moskiewskim w 1873 roku, gdy zniekształcono kopułę oraz po 1991 roku, gdy dodano kolejną kopułę[10]. W 1605 roku w cerkwi odbyły się zaręczyny Maryny Mniszchówny z przyszłym carem moskiewskim Dymitrem Samozwańcem[2]. W cerkwi został pochowany zmarły w 1616 roku ks. Michał Wiśniowiecki, starosta owrucki i jego żona, córka hospodara mołdawskiego, Raina Mohylanka[11]. W pobliżu cerkwi znajduje się z cmentarz prawosławny z mogiłą księcia Michała Wiśniowieckiego.
- drewniana cerkiew pw. św. Michała z 1726 r., ufundowana przez Michała Serwacego Wiśniowieckiego, przebudowana w 1840 roku[2].
- klasztor oo. karmelitów bosych[12] z lat 1727-1738 w stylu barokowym, obecnie mieści się w nim internat[2]. Zachowała się rokokowa brama klasztorna.

- kościół klasztorny pw. św. Michała Archanioła z 1740 r. w stylu barokowym; spalony w lutym 1944 roku przez ukraińską partyzantkę UPA lub OUN. Ruiny wysadzono w czasach sowieckich i obecnie nie ma po nim śladu[2][13].
- cmentarz katolicki ze wzniesionymi w pocz. XX wieku nagrobkami księcia Michała Serwacego Wiśniowieckiego i jego żony Tekli z Radziwiłłów.

## W kulturze
W Trylogii Sienkiewicza wojska księcia Jeremiego Wiśniowieckiego, opuszczając Łubnie, odsyłają dwór księżnej Gryzeldy, jego żony, do Wiśniowca w celu ochrony przed rebelią Chmielnickiego.

## Sport
2 lipca 2017 odbyło się uroczyste otwarcie odnowionego piłkarsko-lekkoatletycznego stadionu w Wiśniowcu.

## Urodzeni
- Natałka Sobkowycz (ur. 1968) – ukraińska malarka i krytyk sztuki.